# Charles Wesley
Charles Wesley (em português: Carlos Wesley; North Lincolnshire, 18 de dezembro de 1707 – Londres, 29 de março de 1788) foi o líder do movimento metodista juntamente com seu irmão mais velho John Wesley. Charles é mais lembrado pelos muitos hinos que compôs.

## Biografia

### Vida pregressa
Charles foi o 18º filho de Susanna Wesley e Samuel Wesley. Assim como seu irmão, ele nasceu em Epworth, Lincolnshire, Inglaterra, onde seu pai era pastor. Em 1716, aos oito anos de idade, ele entrou na Westminster School, onde seu irmão Samuel era porteiro. Ele foi selecionado como King's Scholar em 1721 e chefe dos alunos em 1725-1726, antes de se matricular na Christ Church (Oxford).
Em Oxford, Wesley formou um grupo de oração entre seus colegas estudantes em 1727; seu irmão mais velho, John, juntou-se em 1729, logo se tornando seu líder e moldando-o de acordo com suas próprias convicções. Eles se concentraram em estudar a Bíblia e viver uma vida santa. Outros estudantes zombavam deles, dizendo que eles eram o "Clube Sagrado", "Sacramentaristas" e "Metodistas", sendo metódicos e excepcionalmente detalhistas em seu estudo da Bíblia, opiniões e estilo de vida disciplinado. O futuro colega dos Wesleys, George Whitefield, juntou-se ao grupo. Wesley deu aulas particulares enquanto estudava; ele se formou em 1732 com um mestrado em línguas e literatura clássicas. Ele seguiu seu pai e irmãos nas ordens anglicanas, sendo ordenado padre em setembro de 1735. Naquele mesmo ano, seu pai morreu.

### Viagem para a América
Em 14 de outubro de 1735, os irmãos Wesley partiram no The Simmonds de Gravesend, Kent, para Savannah, na colônia da Geórgia, a pedido do governador, James Oglethorpe. Wesley foi nomeado Secretário de Assuntos Indígenas e, enquanto John permaneceu em Savannah, Wesley foi como capelão da guarnição e colônia no vizinho Forte Frederica, Ilha de St. Simon, chegando lá em 9 de março de 1736, de acordo com sua entrada no diário. As coisas não correram bem e ele foi amplamente rejeitado pelos colonos. Em julho de 1736, Wesley foi comissionado para a Inglaterra como portador de despachos para os curadores da colônia. Em 16 de agosto de 1736, ele partiu de Charleston, Carolina do Sul, para nunca mais retornar à colônia da Geórgia.

### Ministério
Em 1738, os irmãos Wesley, ambos desanimados após sua missão malsucedida, tiveram experiências religiosas: Charles experimentou uma conversão evangélica (ou "renovação da fé") em 21 de maio e John teve uma experiência semelhante na Aldersgate Street apenas três dias depois. Wesley comemorou o primeiro aniversário de sua experiência religiosa compondo um poema de 18 estrofes, com seu sétimo verso, começando com " Ó por mil línguas para cantar ", agora servindo como abertura de um hino mais curto.
Wesley sentiu forças renovadas para espalhar o evangelho às pessoas comuns e foi por volta dessa época que ele começou a escrever os hinos poéticos pelos quais ele se tornaria conhecido. Em janeiro de 1739, ele foi nomeado cura para servir na Igreja de Santa Maria, em Islington, mas foi forçado a renunciar quando os zeladores da igreja se opuseram à sua pregação evangélica. Mais tarde naquele mesmo ano, descobrindo que não eram bem-vindos dentro das igrejas paroquiais, os irmãos Wesley começaram a pregar para multidões em campos abertos. Eles foram influenciados por George Whitefield, cuja pregação ao ar livre já estava alcançando um grande número de mineiros de carvão de Bristol. Charles Wesley escrevia para Whitefield regularmente e é mencionado em muitas das entradas do diário de Whitefield. Whitefield se inspirou em muitos dos hinos de Wesley e até mesmo teve um escrito para ele por Wesley. A partir de 1740, Charles e John foram os líderes conjuntos do Reavivamento Metodista e evangelizaram por toda a Grã-Bretanha e Irlanda. Eles foram contestados por muitos clérigos anglicanos, especialmente quando seus pregadores leigos designados começaram a pregar em paróquias sem pedir permissão. Em Newcastle upon Tyne, Wesley estabeleceu sua primeira sociedade metodista. Ele enfrentou a violência da multidão em Wednesbury e Sheffield em 1743 e em Devizes em 1747.
Após um período de doença, depois de 1756, Wesley não fez mais viagens para partes distantes do país, movendo-se principalmente entre Bristol e Londres. Cada vez mais em seus últimos anos, Wesley se tornou o porta-voz dos chamados "Metodistas da Igreja" - ele se opôs fortemente à separação do Metodismo de suas raízes anglicanas. Na década de 1780, ele ficou especialmente consternado com a ordenação de ministros metodistas por seu irmão para servir na América, que ele criticou em um poema publicado.

### Casamento e filhos

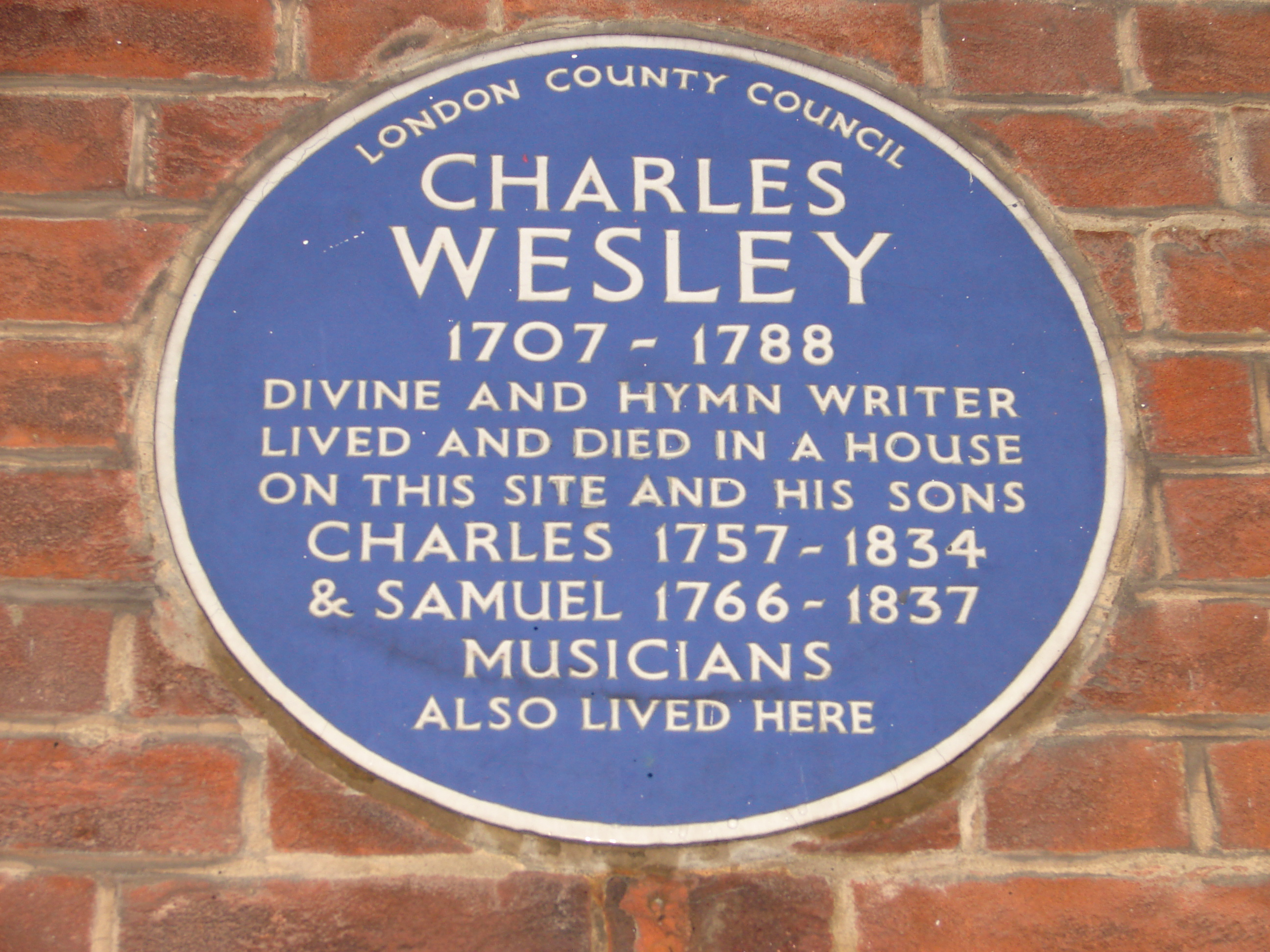
Placa em Marylebone comemorando o local da casa de Wesley (hoje um pub)

Em abril de 1749, ele se casou com a muito mais jovem Sarah Gwynne (1726–1822), também conhecida como Sally. Ela era filha de Marmaduke Gwynne, um rico magistrado galês que havia sido convertido ao metodismo. Eles se mudaram para uma casa na 4 Charles Street em Bristol em setembro de 1749. Sarah acompanhou os irmãos em suas viagens pela Grã-Bretanha até pelo menos 1753.
Em 1771, Wesley obteve outra casa em Londres e mudou-se para ela naquele ano com seu filho mais velho. Em 1778, toda a família foi transferida de Bristol para a casa de Londres, em 1 Great Chesterfield Street (agora Wheatley Street), Marylebone, onde permaneceram até a morte de Wesley e no século XIX. A casa em Bristol ainda está de pé e foi restaurada, no entanto, a casa de Londres foi demolida em meados do século XIX.
Apenas três dos filhos do casal sobreviveram à infância: Charles Wesley Júnior (1757–1834), Sarah Wesley (1759–1828), que como sua mãe também era conhecida como Sally, e Samuel Wesley (1766–1837). Seus outros filhos, John, Martha Maria, Susannah, Selina e John James estão todos enterrados em Bristol, tendo morrido entre 1753 e 1768. Tanto Samuel quanto Charles Júnior eram crianças prodígios musicais e, como seu pai, tornaram-se organistas e compositores. Charles Júnior passou a maior parte de sua carreira como organista pessoal da Família Real, e Samuel se tornou um dos músicos mais talentosos do mundo e é frequentemente chamado de "o Mozart inglês".  O filho de Samuel Wesley, Samuel Sebastian Wesley, foi um dos principais compositores britânicos do século XIX.

### Morte e sepultamento
Em seu leito de morte, ele mandou chamar o reitor da Igreja Paroquial de St Marylebone, John Harley, e supostamente lhe disse: "Senhor, não importa o que o mundo diga de mim, eu vivi e morro como um membro da Igreja da Inglaterra. Peço que me enterre em seu cemitério." Aos 80 anos, ele morreu em 29 de março de 1788 em Londres. Seu corpo foi levado para a igreja por seis clérigos da Igreja da Inglaterra. Uma pedra memorial em sua homenagem está nos jardins da Marylebone High Street , perto de seu local de sepultamento. Um de seus filhos, Samuel, tornou-se organista da igreja.

## Hinos e outras obras
Wesley foi um prolífico compositor de hinos. Entre as coleções (hinários) de hinos de Wesley publicadas em sua vida estavam Hinos sobre o Amor Eterno de Deus (1741, 1742), Hinos sobre a Ceia do Senhor (1745) e Hinos Curtos sobre Passagens Selecionadas das Escrituras Sagradas (1762), juntamente com outros que celebravam os principais festivais do ano cristão. Seus hinos são marcados por seu forte conteúdo doutrinário (notavelmente a insistência arminiana na universalidade do amor de Deus), uma riqueza de alusões bíblicas e literárias e a variedade de suas formas métricas e de estrofes. Eles são considerados como tendo tido uma influência significativa não apenas no Metodismo, mas na adoração cristã e na teologia moderna como um todo.
A poesia de Wesley incluía epístolas, elegias e versos políticos e satíricos. Uma edição coletada de The Poetical Works of John and Charles Wesley, editada por George Osborn, foi publicada em treze volumes entre 1868 e 1872. A coleção de Osborn foi agora complementada pelos três volumes de The Unpublished Poetry of Charles Wesley.
Jason E. Vickers afirma que a "experiência de conversão" de Wesley em 1738 teve um claro impacto em sua doutrina, especialmente na doutrina referente ao poder do Espírito Santo. A mudança foi mais proeminente em seus hinos escritos após o mesmo ano. Em sua obra publicada Hinos e Orações à Trindade e no Hino número 62, ele escreve: "O Espírito Santo em parte conhecemos, Pois conosco Ele reside, Todo o nosso bem a Ele devemos, A quem por Sua graça ele guia, Ele inspira nossos pensamentos virtuosos, O mal ele evita, E toda semente de bom desejo, Ele plantou em nossos corações." Charles comunica várias doutrinas: a habitação pessoal do Espírito Santo, a obra santificadora do Espírito, a depravação da humanidade e a responsabilidade pessoal da humanidade perante Deus.
Ao longo de sua carreira, Wesley publicou as palavras de entre 6.500 e 10.000 hinos, muitos dos quais ainda são populares.
Ele também produziu paráfrases dos Salmos, contribuindo para a longa tradição da salmódia métrica inglesa. Uma característica notável de seus Salmos é a introdução de Jesus nos Salmos, continuando uma tradição de leituras cristológicas dos Salmos evidentes nas traduções de John Patrick e Isaac Watts. De particular importância é o manuscrito dos Salmos de Wesley, mantido nos arquivos da Biblioteca de Teologia Pitts na Universidade Emory.

## Legado
No século XIX, o legado de Charles Wesley foi minimizado pelos historiadores metodistas, em grande parte por causa de sua oposição à separação da Igreja da Inglaterra. Ele é lembrado (com seu irmão) na Igreja da Inglaterra com um Festival Menor em 24 de maio.
Ele é comemorado no Calendário dos Santos da Igreja Evangélica Luterana na América em 2 de março com seu irmão. Os irmãos também são comemorados em 3 de março no Calendário dos Santos da Igreja Episcopal. Charles é comemorado em 29 de março no Calendário de Comemorações da Ordem Metodista de São Lucas; John é comemorado em 2 de março; seus pais também são comemorados.
Como resultado de sua hinologia duradoura, a Gospel Music Association reconheceu as contribuições musicais de Wesley para a arte da música gospel em 1995, listando seu nome no Gospel Music Hall of Fame.
Os hinos de Wesley são utilizados não apenas em igrejas metodistas, mas também em outras denominações protestantes, e foram adotados pela Igreja Católica Romana. Wesley escreveu dois dos chamados Quatro Grandes Hinos Anglicanos: "Hark! The Herald Angels Sing" e "Lo! He Comes With Clouds Descending".

### Memoriais

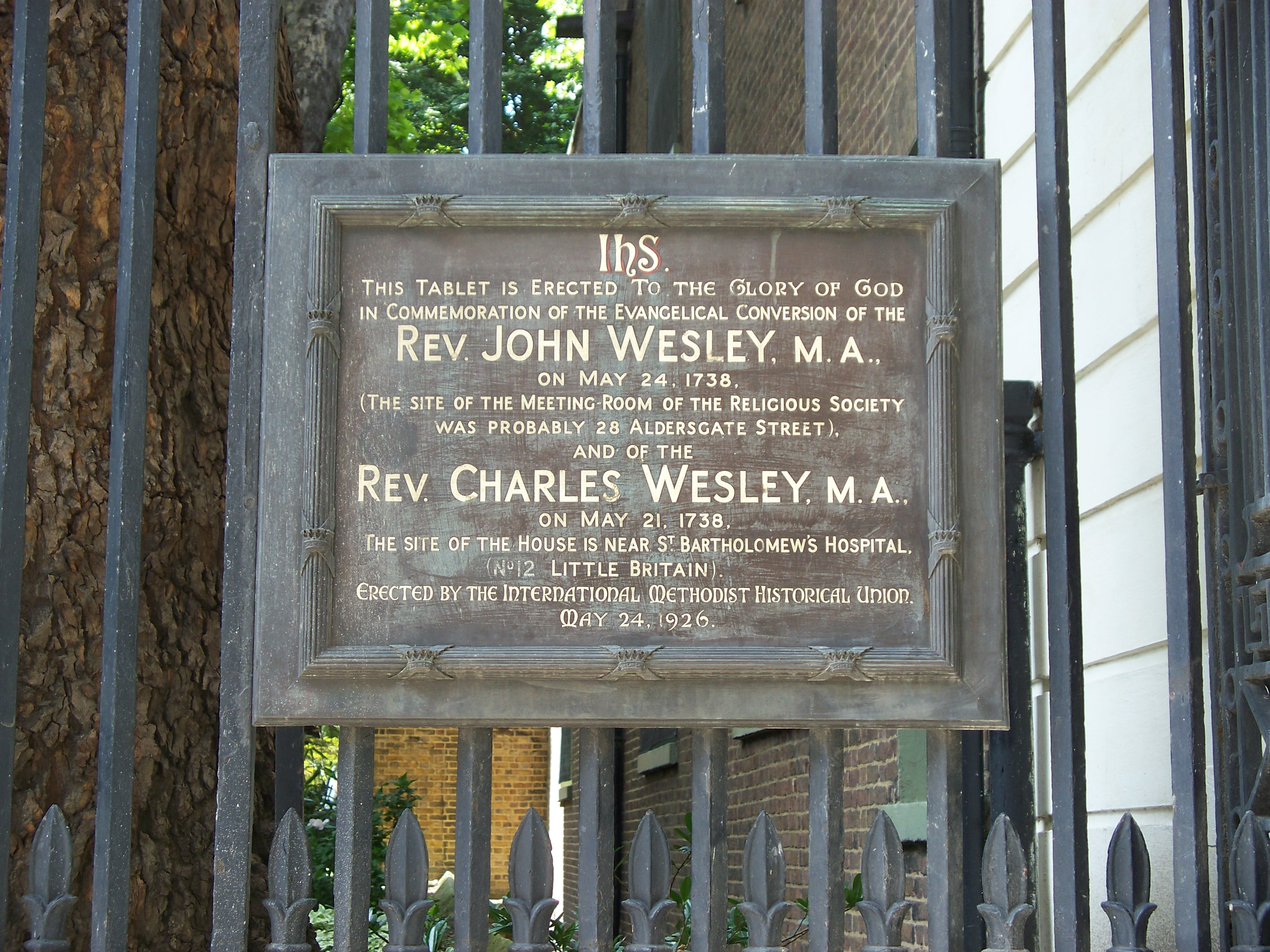
Placa no Postman's Park, Londres, em homenagem a John e Charles Wesley
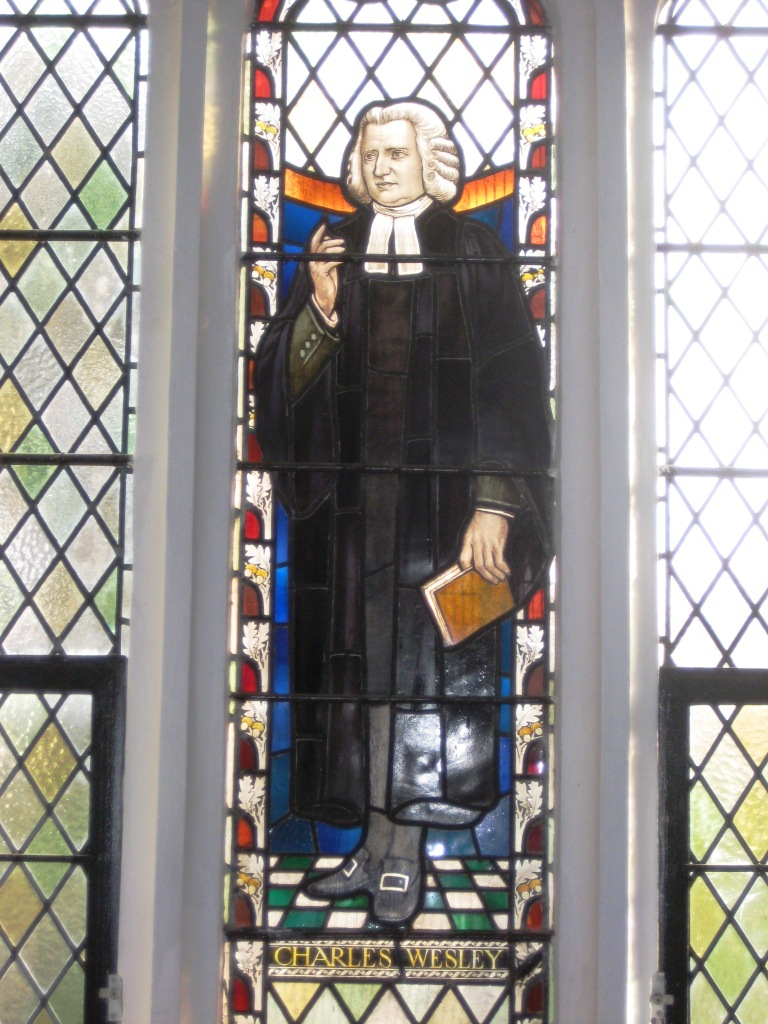
Wesley na St. Matthew's Church em Bristol, por Arnold Wathen Robinson
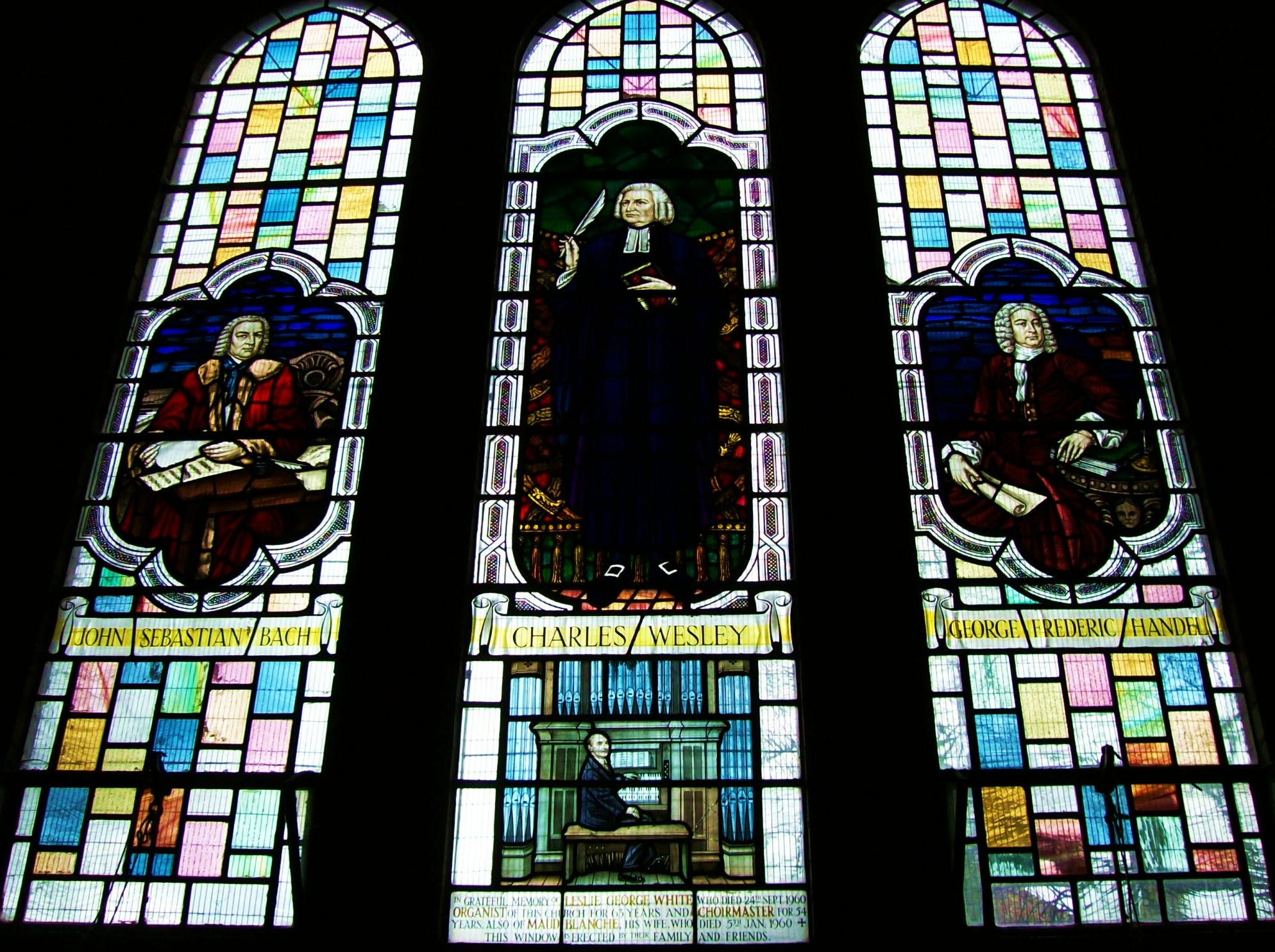
Bach, Wesley and Handel, na Cambridge Road Methodist Church, Birmingham
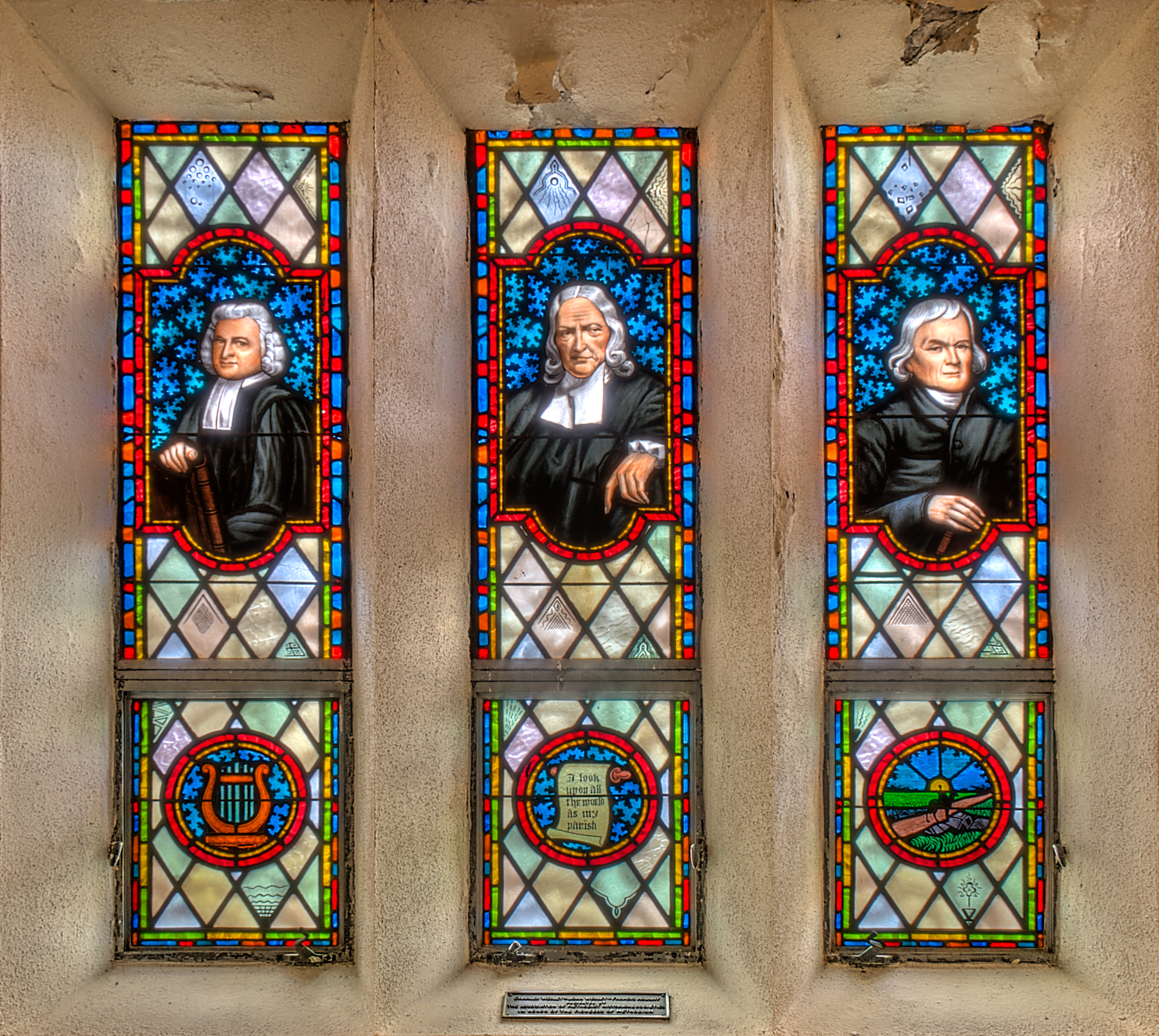
Vitral de Charles Wesley, John Wesley, e Francis Asbury no Lago Junaluska, Carolina do Norte
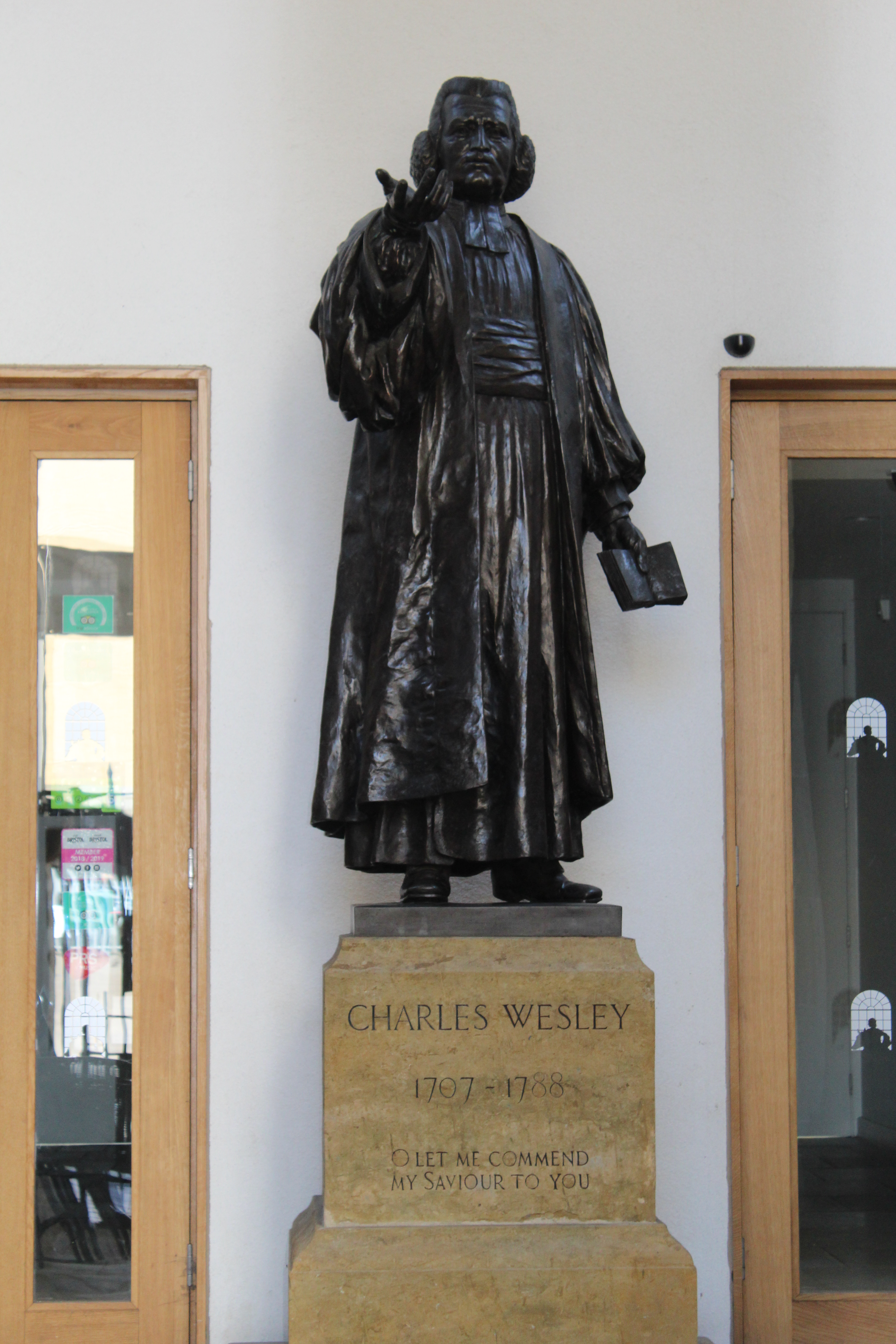
Estátua de Frederick Brook Hitch, em New Room, Bristol

### Tricentenário
Em 24 de maio de 2007 foi comemorado o tricentenário do nascimento de Wesley, com muitos eventos comemorativos realizados em toda a Inglaterra, embora Wesley tenha nascido em dezembro de 1707. A data de 24 de maio é conhecida pelos metodistas como Dia de Aldersgate e comemora o despertar espiritual de Charles e depois de John Wesley em 1738.
Em novembro de 2007, o An Post, o Correio Irlandês, emitiu um selo de 78 centavos para comemorar o 300º aniversário do nascimento de Wesley.

### Mídia
- A Heart Set Free – TN Mohan, 2007, um documentário de longa-metragem sobre a vida e os hinos de Charles Wesley.[31]
- Wesley – Foundery Pictures, 2009, estrelado por Burgess Jenkins como John Wesley, R. Keith Harris como Charles Wesley, e apresentando June Lockhart como Susanna Wesley e Kevin McCarthy como Bispo Ryder[32]